# Ундерко, Казимир Казимирович
Казимир (Казимеж) Казимирович Ундерко (пол. Kazimierz Underko; 22 декабря 1912, Каменец-Подольский — 20 октября 1977, Варшава) — генерал бригады Народного войска польского.

## Биография
Родился 22 декабря 1912 года в Каменце-Подольском. Поляк. Отец — Казимир Францевич Ундерко (1888 г.р.), уроженец Львова, работал торговцем, 1 апреля 1930 года Каменец-Подольским ГПУ был выслан на север РСФСР за антисоветскую пропаганду (реабилитирован 17 апреля 1991 года).
Окончил польскую начальную школу в Каменце-Подольском и польское техническое училище в Киеве, работал техником-конструктором. Член ВЛКСМ с 1929 года, член ВКП(б) с 1935 года. С 1935 года служил в РККА офицером-техником, преподавал сельское хозяйство в техникуме в Каменце. 26 мая 1939 года арестован НКВД по ложному обвинению в шпионаже. 2 сентября 1940 года особым распоряжением НКВД СССР приговорён к 8 годам лишения свободы в ИТЛ; освобождён весной 1943 года и направлен в Польские вооружённые силы в СССР (Сельцы, около Оки).
С мая 1943 года заместитель командира взвода, позже заместитель командира роты и командир автомобильной роты 1-й польской пехотной дивизии имени Тадеушка Косцюшко. Участвовал в боях за Демблин, варшавский округ Прага и за Варшаву (освобождение в январе 1945 года), в прорыве Померанского вала, переправы через Одер и Берлинской операции. В декабре 1945 года возглавил автомобильную службу 1-й польской пехотной дивизии, в марте 1946 года произведён в майоры.
В апреле 1947 года возглавил 1-й автомобильный полк оперативной группы «Висла», с марта 1948 года руководил отделом Департамента транспортной службы Министерства национальной обороны Польши. В сентябре 1949 года получил польское гражданство, с апреля 1950 года стал комендантом Офицерской автомобильной школы в Пиле, с января 1952 года начальник отдела Руководства автомобильной службы, с января 1954 года — заместитель начальника автомобильной службы Польши. В апреле 1956 года возглавил технический отдел Генерального штаба Войска Польского, в июле произведён в генералы бригады.
С ноября 1957 года — директор центрального инженерного управления Министерства внешней торговли ПНР. В июле 1964 года назначен торговым представителем в Москве (инженер-консультант до 30 ноября 1971 года). В мае 1972 года решением вице-министра национальной обороны генерала дивизии Юзефа Урбановича отправлен в отставку. Посмертно реабилитирован военной прокуратурой Прикарпатского военного округа 9 февраля 1990 года.

## Награды
- Орден «Знамя Труда» II степени (1963)
- Командорский крест ордена Возрождения Польши (1972)
- Кавалерский крест ордена Возрождения Польши (1958)
- Крест Храбрых (1945)
- Золотой крест Заслуги (1946)
- Серебряный крест Заслуги (1946)
- Серебряная медаль «Заслуженным на поле Славы» (трижды, 1945)
- Медаль «За участие в боях за Берлин» (1966)
- Медаль «10-летие Народной Польши»
- Золотая медаль «Вооружённые силы на службе Родине»
- Серебряная медаль «Вооружённые силы на службе Родине»
- Серебряная медаль «За заслуги при защите страны» (1968)
- Орден Красной Звезды
- Орден Отечественной войны II степени
- Медаль «За победу над Германией в Великой Отечественной войне 1941-1945 гг.»